# Richtlinie 2003/96/EG (Energiesteuerrichtlinie)
Die Richtlinie 2003/96/EG (Energiesteuerrichtlinie, englisch energy taxation directive, kurz ETD)  ist eine EU-Richtlinie, die die Rahmenbedingungen der Europäischen Union zur Besteuerung von Strom, Kraftstoffen und den meisten Heizstoffen festlegt. Die Richtlinie ist Teil des EU-Energierechtes und -Verbrauchsteuersystems, ihr Kernbestandteil ist die Festsetzung von Mindeststeuersätzen für alle Mitgliedstaaten.

## Zweck und Inhalt
Die Richtlinie soll die Funktionsfähigkeit des EU-Binnenmarktes für Energie sicherstellen und Wettbewerbsverzerrungen durch unterschiedliche Steuersysteme vermeiden. Daneben soll sie auch zu einer kohlenstoffarmen, energieeffizienten Wirtschaft beitragen, also eine Lenkungswirkung mit dem Ziel des Umwelt- und Klimaschutzes entfalten.
Zu diesem Zweck legt sie EU-weite Mindeststeuerbeträge für Strom und für Brennstoffe fest, wenn diese als Kraft- oder Heizstoff verbraucht werden. Die Mindeststeuerbeträge variieren nach Art der Brennstoffe (Benzin, Kerosin, Gasöl, Flüssig- und Erdgas) und nach ihrer Verwendung. Bei der Verwendung als Heizstoff oder wenn sie zum Beispiel in ortsfesten Motoren, in der Landwirtschaft oder in Baumaschinen bei öffentlichen Bauarbeiten eingesetzt werden, gelten niedrigere Mindestbeträge als bei der Verwendung als Kraftstoff. Die Mitgliedstaaten haben in der Gestaltung der Steuern weitgehende Freiheit, die Richtlinie fordert nur, dass die indirekten Steuern ohne Mehrwertsteuer in Summe die Mindestbeträge erreichen.
Die Richtlinie sieht eine Reihe von Ausnahmen vor:
- Bei gewerblich genutztem Diesel sind niedrigere Steuern zulässig.
- Es dürfen aus umwelt- und gesundheitspolitischen Gründen Steuerbefreiungen und -ermäßigungen gewährt werden.
- Für erneuerbare Energiequellen und Strom für öffentliche Verkehrsmittel sind Steuerbefreiungen möglich.
- Für energieintensive Betriebe sind Steuerermäßigungen möglich.
- Einige energieintensive Sektoren, wie die Metallindustrie, sowie Stoffe, die verschiedenen Verwendungen dienen können, zum Beispiel sowohl zum Heizen als auch der Produktion chemischer Stoffen, sind von der Richtlinie ausgenommen.
- Außerdem gibt es eine Reihe von Sonder- und Übergangsregeln für viele Mitgliedstaaten.

Die Mitgliedstaaten müssen die gewerbliche Luftfahrt und gewerbliche Schifffahrt in Meeresgewässern der Gemeinschaft weitgehend von den Steuern befreien. Für Inlandsflüge und Flüge zwischen Mitgliedstaaten, die ein gesondertes Abkommen geschlossen haben, dürfen die Staaten Steuern unterhalb des Mindestsatzes erheben.

## Entwicklung
Die Richtlinie löste nach zehn Jahren Verhandlung die Mineralölrichtlinien 92/81/EWG und 92/82/EWG ab, die lediglich Mineralölsteuern harmonisierten. Das europäische Primärrecht, das die Rechtsgrundlage für die Richtlinie darstellt, erfordert für steuerrechtliche Vorgaben einen einstimmigen Beschluss des EU-Rates. Auch für Änderungen der Richtlinie sind einstimmige Beschlüsse nötig. Bereits bei ihrer Einführung 2004 lagen die Steuersätze der meisten Ländern über den Mindessteuerbeträgen.
Im Jahr 2008 ersuchte der Rat die Kommission, Vorschläge zu erarbeiten, wie die Richtlinie besser in Einklang mit den Energie- und Klimazielen der Union gebracht werden konnte. Die Kommission kam 2011 zu dem Ergebnis, dass die Richtlinie nicht nachhaltig sei und die falschen Anreize setze. Sie schlug eine Novellierung vor, die die Mindestsätze am Energiegehalt und an CO2-Emissionen ausgerichtet hätte. Der Vorschlag stieß jedoch im Rat auf den Widerstand von Luxemburg, Polen und, internen Stimmen zufolge, auch Deutschland. Im Jahr 2015 nahm die Kommission den Vorschlag wieder aus ihrem Arbeitsprogramm heraus.
Im Jahr 2019 veröffentlichte die Europäische Kommission die Ergebnisse einer 2017 begonnenen Evaluation. Ihr zufolge hat die Richtlinie beim Beitritt neuer Staaten zur Konvergenz der Energiepreise beigetragen und einen Steuer-Unterbietungswettbewerb mit verhindert. Die Energiesteuerrichtlinie ist aber inzwischen veraltet. Die Mindestsätze sind, so das Ergebnis der Evaluation, nicht ausreichend gestiegen und es gibt zu viele Ausnahmen, um ausreichende Anreize für Investitionen in energieeffiziente Technologien und sparsames Verhalten zu geben. Das Risiko für Wettbewerbsverzerrungen im Europäischen Energiemarkt sei gestiegen; das Steueraufkommen in Ländern mit hohen Steuersätzen drohe besonders beim Benzin zu erodieren, zum Beispiel durch Tanktourismus. Die Besteuerung müsse mit den die Klimazielen der Union in Einklang gebracht werden.
Am 14. Juli 2021 legte die Europäische Kommission im Rahmen des European Green Deal und als wesentlichen Teil des Fit for 55-Legislativpakets den Entwurf einer überarbeiteten Energiesteuerrichtlinie vor. Darin soll den im Europäischen Klimagesetz 2021 neu festgelegten Klimazielen der EU Rechnung getragen werden. Die Energiesteuern sollen an den mit den Brennstoffen verbundenen CO2-Emissionen ausgerichtet werden.

## Umsetzung
In Deutschland setzen das Energiesteuergesetz und das Stromsteuergesetz die Energiesteuerrichtlinie in nationales Recht um, in Österreich u. a. das Kohleabgabegesetz.